# میدوی، شهرستان کانن، تنسی
میدوی (به انگلیسی: Midway) یک منطقهٔ مسکونی در ایالات متحده آمریکا است که در شهرستان کانن، تنسی واقع شده‌است. میدوی ۳۴۵٫۹۵ متر بالاتر از سطح دریا واقع شده‌است.